# Háj, Košice-okolie
Háj este o comună slovacă, aflată în districtul Košice-okolie din regiunea Košice. Localitatea se află la altitudinea de 270 m deasupra n.m., se întinde pe o suprafață de 21,36 km2 și în 2017 număra 274 de locuitori.

## Istoric
Localitatea Háj este atestată documentar din 1409.

## Demografie
| An:                | 1994 | 2004    | 2014   | 2024    |
| ------------------ | ---- | ------- | ------ | ------- |
| Număr de persoane: | 332  | 285     | 290    | 239     |
| Diferență:         |      | −14,15% | +1,75% | −17,58% |

| An:                | 2023 | 2024   |
| ------------------ | ---- | ------ |
| Număr de persoane: | 242  | 239    |
| Diferență:         |      | −1,23% |